# Reinwardtiodendron humile
Reinwardtiodendron humile es una especie   de planta fanerógama perteneciente a la familia (Meliaceae).

## Descripción
Son arbustos a árboles, que alcanzan un tamaño de 3-6 (-27) m de altura. Ramas de color blanco grisáceo a gris pardusco. Las hojas imparipinadas, de 12-20 cm; con pecíolo y raquis adaxialmente planos, abaxialmente redondeados; foliolos generalmente en número de 3 o 5, subopuestos o contrarios; peciólulos 3-5 mm;  delgadamente elípticos a oblongo-lanceolados, de 6-10 × 2.5-4 cm, coriáceas, ambas superficies glabras y lustrosas. Las flores femeninas sésiles, globosas, de 2-3 mm de diámetro, axilares en la parte apical de las ramas, en espigas; raquis delgados, finamente acanalados, con flores dispersas. El fruto es una baya de 1.7-2 × 1.2 a 1.3 cm, pubescentes marrón fuera, con 1 o 2 semillas. Fr. febrero-marzo

## Distribución y hábitat
Se encuentra en matorrales de las regiones montañosas de Hainan (Baisha) Camboya, Indonesia, Laos, Malasia, Filipinas, Tailandia y Vietnam.

## Taxonomía
Reinwardtiodendron humile fue descrita por (Hassk.) Mabb. y publicado en Malaysian Forester 45: 452. 1982.
Sinonimia
- Lansium dubium Merr.
- Lansium humile Hassk.
- Reinwardtiodendron dubium (Merr.) X.M. Chen[1]